# Lawarde-Mauger-l’Hortoy

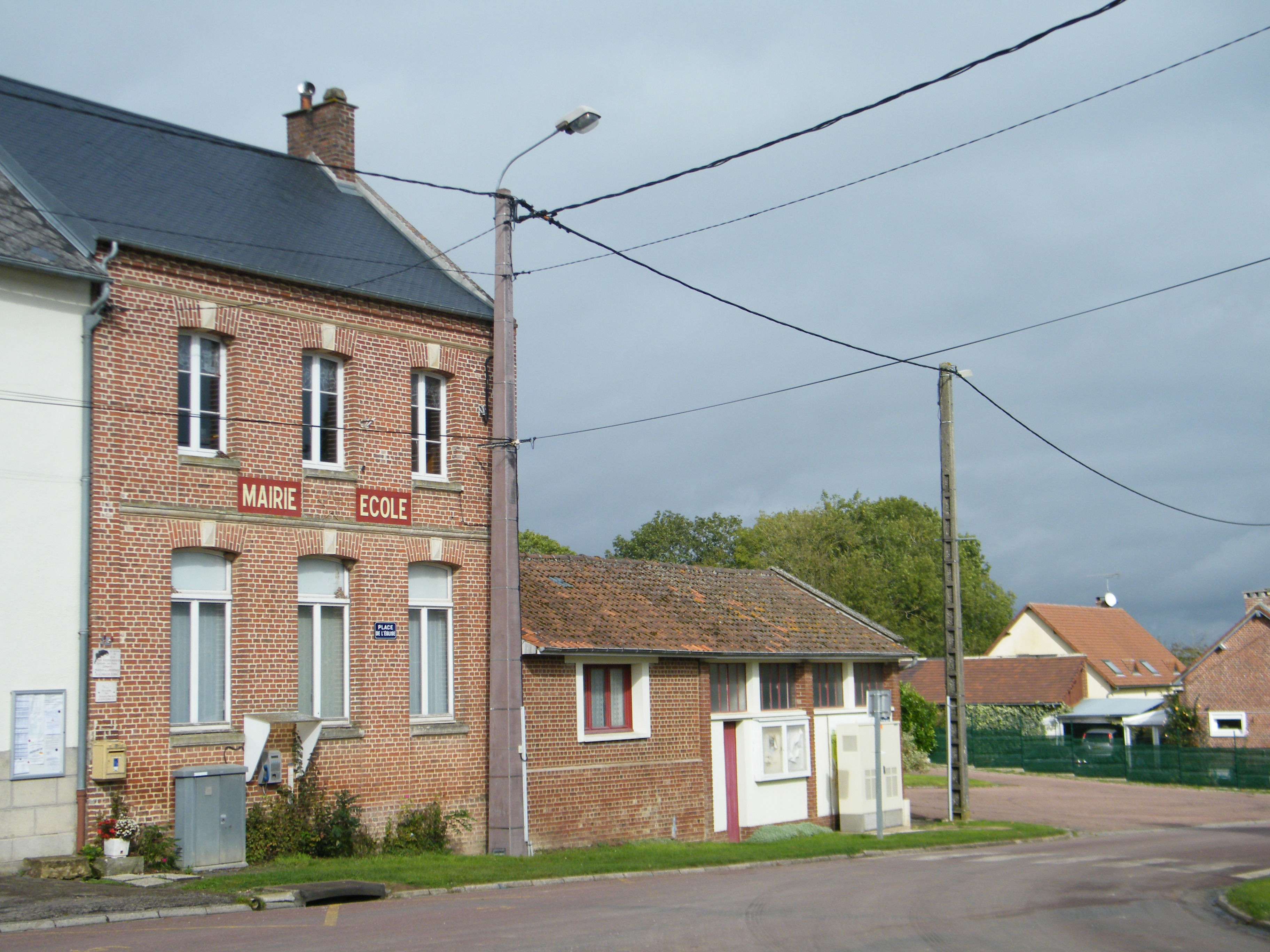
Lawarde-Mauger-l’Hortoy

Lawarde-Mauger-l’Hortoy (picardisch: L’Warde-Mauger-l’Hortoé) ist eine nordfranzösische Gemeinde mit 154 Einwohnern (Stand 1. Januar 2022) im Département Somme in der Region Hauts-de-France. Die Gemeinde liegt im Arrondissement Montdidier, ist Teil der Communauté de communes Avre Luce Noye und gehört zum Kanton Ailly-sur-Noye.

## Geographie
Die Gemeinde liegt an der Grenze zum Département Oise an der Départementsstraße D109 rund 11,5 km nördlich von Berteuil und rund 10 km südwestlich von Ailly-sur-Noye. Im Westen erstreckt sich das Gemeindegebiet bis an die Départementsstraße D1001 (frühere Route nationale 16). Der Ortsteil l’Hortoy liegt rund 2 km westsüdwestlich des Siedlungskerns an der Départementsstraße D169.

## Einwohner
| 1962 | 1968 | 1975 | 1982 | 1990 | 1999 | 2006 | 2010 |
| ---- | ---- | ---- | ---- | ---- | ---- | ---- | ---- |
| 148  | 160  | 146  | 141  | 128  | 132  | 152  | 182  |

## Verwaltung
Bürgermeister (maire) ist seit 2013 Charles Guénard.

## Sehenswürdigkeiten
- Die 1940 zerstörte und 1960 wieder aufgebaute Kirche Saint-Martin mit einem polychromen Altar aus dem 16. Jahrhundert.